# Miguel Muñoz (ur. 1996)
Miguel Muñoz Fernández (ur. 22 listopada 1996 w Madrycie) – hiszpański piłkarz występujący na pozycji obrońcy w rumuńskim klubie FC Botoșani.

## Kariera klubowa
Muñoz treningi piłkarskie rozpoczął w akademii Escuela de Fútbol de AFE z rodzinnego Madrytu. Następnie szkolił się w Rayo Vallecano i Deportivo La Coruña. W styczniu 2016 roku został wypożyczony na 6 miesięcy do Silva SD (Tercera División). 3 stycznia 2016 rozegrał pierwszy mecz na poziomie seniorskim przeciwko CD Choco, zakończony remisem 2:2. W rundzie wiosennej zaliczył łącznie 18 spotkań i zdobył 4 bramki. Latem 2016 roku przeszedł do Deportivo Alavés B. W sezonie 2016/17 wygrał z tym zespołem grupę 4 Tercera División i wystąpił w play-off o awans do Segunda División B.
W sezonie 2017/18 Muñoz był piłkarzem UD San Sebastián de los Reyes, gdzie rozegrał 19 meczów w Segunda División B, w tym 16 w podstawowym składzie. W kolejnym sezonie występował w AD Unión Adarve, z którym spadł z Segunda División B. Po relagacji klubu przez pół roku pozostawał bez pracodawcy, po czym powrócił do UD San Sebastián de los Reyes. W czerwcu 2020 roku został graczem Realu Murcia, w barwach którego rozegrał 21 spotkań.
8 czerwca 2021 roku Muñoz podpisał roczny kontrakt z Piastem Gliwice prowadzonym przez Waldemara Fornalika. 12 września 2021 zadebiutował w Ekstraklasie w przegranym 0:1 meczu z Zagłębiem Lubin. W marcu 2023 roku jego umowa została przedłużona o kolejny sezon.
24 lipca 2025 został zawodnikiem rumuńskiego FC Botoșani .

## Statystyki klubowe
Aktualne na dzień 6 kwietnia 2024
| Klub               | Sezon             | Liga               | Liga  | Liga   | Puchar kraju | Puchar kraju | Europa | Europa | Inne  | Inne   | Razem | Razem  |
| Klub               | Sezon             | Liga               | Mecze | Bramki | Mecze        | Bramki       | Mecze  | Bramki | Mecze | Bramki | Mecze | Bramki |
| ------------------ | ----------------- | ------------------ | ----- | ------ | ------------ | ------------ | ------ | ------ | ----- | ------ | ----- | ------ |
| Silva SD (wyp.)    | 2015/2016         | Tercera División   | 18    | 4      | —            | —            | —      | —      | —     | —      | 18    | 4      |
| Deportivo Alavés B | 2016/2017         | Tercera División   | 21    | 2      | —            | —            | —      | —      | 6     | 1      | 27    | 3      |
| UD San Sebastián   | 2017/2018         | Segunda División B | 19    | 0      | —            | —            | —      | —      | —     | —      | 19    | 0      |
| AD Unión Adarve    | 2018/2019         | Segunda División B | 30    | 2      | —            | —            | —      | —      | —     | —      | 30    | 2      |
| UD San Sebastián   | 2019/2020         | Segunda División B | 9     | 1      | 1            | 0            | —      | —      | —     | —      | 10    | 1      |
| Real Murcia        | 2020/2021         | Segunda División B | 21    | 0      | —            | —            | —      | —      | —     | —      | 21    | 0      |
| Piast Gliwice      |                   |                    |       |        |              |              |        |        |       |        |       |        |
| 2021/2022          | Ekstraklasa       | 3                  | 0     | 2      | 0            | —            | —      | —      | —     | 5      | 0     |        |
| 2022/2023          | Ekstraklasa       | 6                  | 0     | 2      | 0            | —            | —      | —      | —     | 8      | 0     |        |
| 2023/2024          | Ekstraklasa       | 8                  | 0     | 1      | 0            | —            | —      | —      | —     | 9      | 0     |        |
| Ogólnie            | Ogólnie           | 17                 | 0     | 5      | 0            | 0            | 0      | 0      | 0     | 22     | 0     |        |
| Ogółem w karierze  | Ogółem w karierze | Ogółem w karierze  | 135   | 9      | 6            | 0            | 0      | 0      | 6     | 1      | 147   | 10     |